# Citra Febrianti
Citra Febrianti (* 22. Februar 1988 in Pringsewu) ist eine indonesische Gewichtheberin.

## Biografie
Citra Febrianti belegte bei den Olympischen Spielen 2012 in London im Federgewicht den vierten Platz. Da die Kasachin Sülfija Tschinschanlo und die Moldawierin Cristina Iovu beide positiv auf verbotene Dopingmittel getestet wurden, rückte sie auf den zweiten Rang vor und erhielt nachträglich die Silbermedaille verliehen. Bei den Südostasienspielen konnte sie 2011 eine Silber- und 2013 eine Bronzemedaille gewinnen. Außerdem nahm sie an den Asienspielen 2010 und 2014 teil.